# Maks Kraczkowski

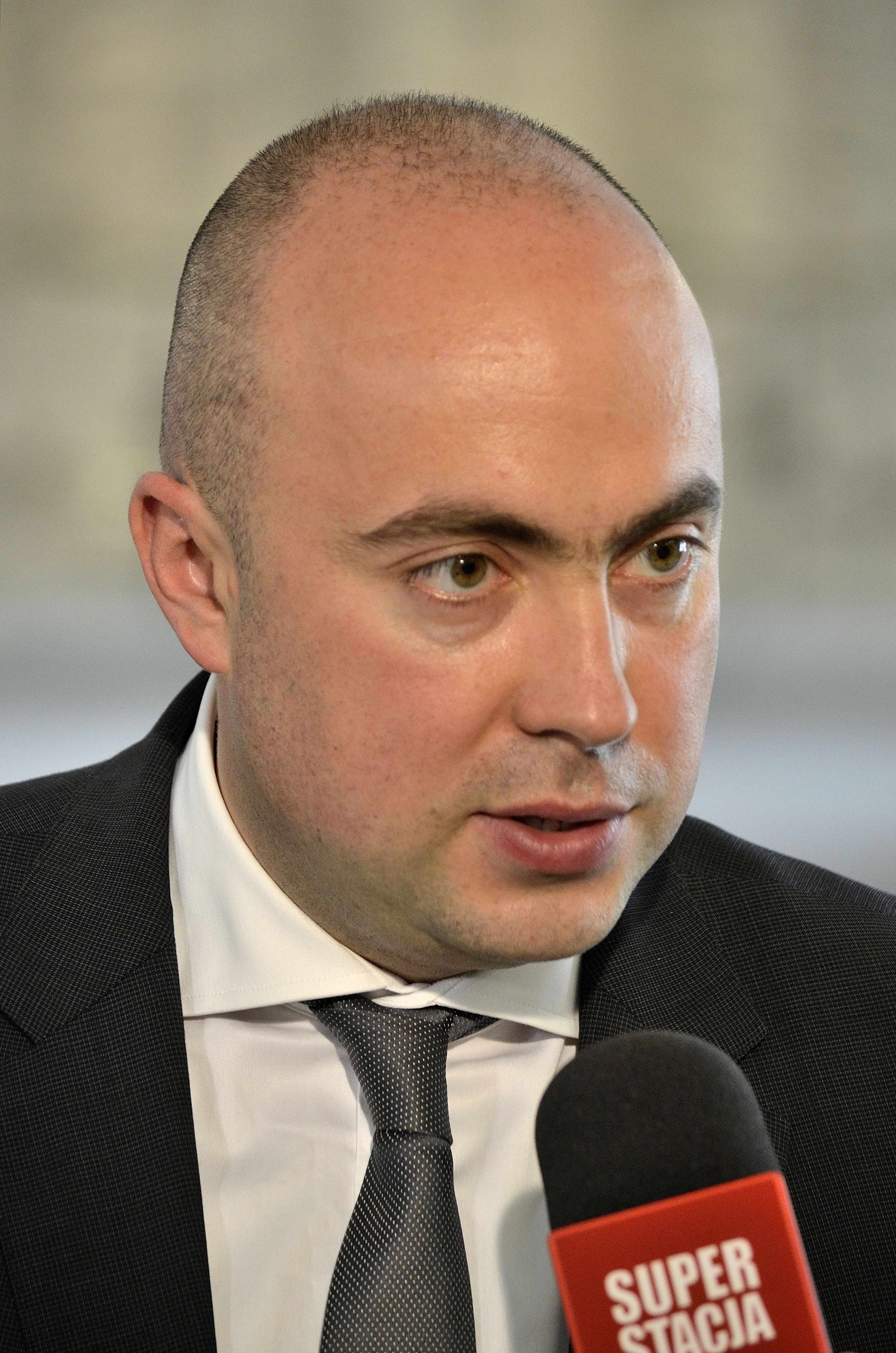
Maks Kraczkowski (2015)

Maks Kraczkowski (* 9. März 1979 in Warschau) ist ein polnischer Politiker, Kommunalpolitiker und seit 2005 Abgeordneter des Sejm in der V. und VI. Wahlperiode.
Er legte das Abitur im Alter von 16 Jahren ab. Danach beendete er das Studium der Rechtswissenschaften an der Fakultät für Rechts- und Verwaltungswissenschaften der Universität Warschau.
Seit 2001 ist er Mitglied der Prawo i Sprawiedliwość (Recht und Gerechtigkeit – PiS). Von 2003 bis zum Februar 2005 war er Vorsitzender der Jugendorganisation dieser Partei: Forum Młodych PiS (Forum der Jungen – PiS). Er ist Sekretär des Vorstandes der PiS, Stellvertretender Vorsitzender der Partei für die Warschauer Region und Stellvertretender der Ethik-Kommission der Partei.
In den Jahren 2002 bis 2005 war er Stadtrat von Warschau und war Vorsitzender der Revisionskommission des Stadtrats. Bei den Parlamentswahlen 2005 wurde er für den Wahlkreis Piła über die Liste der PiS in den Sejm gewählt.
Bei den Sejmwahlen 2007 wurde er für die PiS mit 11.756 Stimmen als Abgeordneter bestätigt. Er ist Mitglied der Sejm Kommissionen für Gesetzgebung und Stellvertretender Vorsitzender der Kommission für Wirtschaft.